# Істочні-Дрвар
Істочні-Дрвар (серб. Општина Источни Дрвар) — боснійська громада, розташована в регіоні Баня-Лука Республіки Сербської. Адміністративним центром є село Потоці.